# Красне
Красне (на украински: Красне) е село в Южна Украйна, Подилски район на Одеска област. Основано е през 1930 година. Населението му е около 97 души.